# Религия на Маршалловых Островах
Религия на Маршалловых Островах  — совокупность религиозных верований, присущих народам этой страны. Подавляющее большинство населения Маршалловых Островов исповедует разные формы христианства. Также есть небольшие религиозные группы бахаи и мусульман.
Конституция Маршалловых Островов предоставляет свободу вероисповедания всем гражданам, хотя и предусматривает, что эта свобода может быть ограничена «разумными ограничениями».

## Христианство

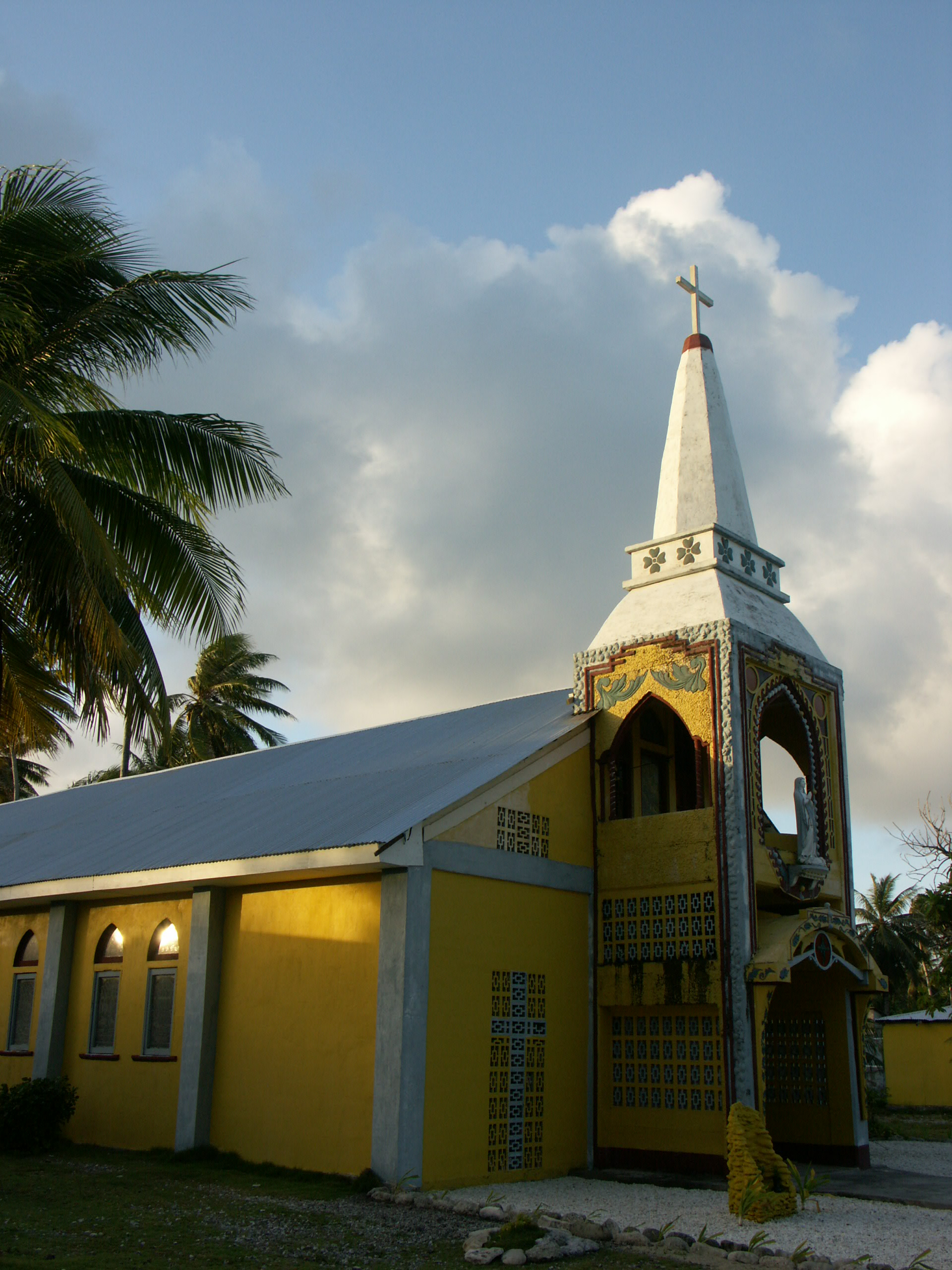
Христианская церковь на атолле Ликиеп

В октябре 1891 года на остров Джалуит прибыли католических миссионеры, которые начали распространение Римско-Католической церкви на Маршалловых островах. В 1898 году после занятия Маршалловых островов Германией на Маршалловых островах возникла постоянная католическая миссия.
Подавляющее большинство жителей Маршалловых Островов составляют представители различных христианских церквей. В стране действуют Реформатская конгрегационалистская церковь с 1985 года и Объединённая конгрегационалистская церковь Христа на Маршалловых Островах с 1872 года.
Римо-католики составляют 8,4 % жителей этой страны.

## Бахаи
Первые проповедники бахаи появились на Маршалловых Островах в 1954 году. В 1967 году появилась первая местная ассамблея на атолле Маджуро. В 2000 году количество бахаи на Маршалловых Островах составляло около 1000 человек, что составляет 1,5 % от населения этого государства.

## Ислам
На Маршалловых Островах насчитывается около 150 мусульман в основном исламского религиозного движения ахмадие. Единственная действующая мечеть на Маршалловых Островах построена в городе Улига на атолле Маджуро.